# Orcya cordelia
Orcya cordelia är en fjärilsart som beskrevs av William Chapman Hewitson 1870. Orcya cordelia ingår i släktet Orcya och familjen juvelvingar. Inga underarter finns listade i Catalogue of Life.